# Garsinda di Tolosa
Garsinda o Gersenda di Tolosa. Gersenda in spagnolo e in catalano e Garsinde in francese (... – dopo il 13 maggio 962) è stata contessa consorte delle contee di Barcellona, Gerona e Osona dall'898 al 911.

## Origine
Secondo lo storico Szabolcs de Vajay, soprattutto per il tipo di nome, Garsinda era la figlia del conte d'Albi, conte di Rouergue, conte di Tolosa e duca di Settimania, Oddone I e secondo l'Histoire générale de Languedoc di Garsinda, la figlia del conte d'Albi, Ermengardo.

## Biografia
Prima del 28 novembre 898 (lo storico catalano Pròsper de Bofarull i Mascaró afferma che in un documento di compravendita del 28 novembre 898, dell'archivio di Ripoll Garsinda viene citata come moglie del conte di Barcellona) Garsinda di Tolosa aveva sposato Goffredo II Borrell ( 26 aprile 911) figlio maschio secondogenito del conte d'Urgell, della Cerdagna, di Gerona, di Conflent, d'Osona, e di Barcellona, Goffredo il Villoso e di Guinidilda († prima del 904), che, secondo la storica britannica Alison Weir era figlia di Baldovino I delle Fiandre, anche secondo la Crónica de San Juan de la Peña, al capitolo XXIII e l'Ex Gestis Comitum Barcinonensium e di Giuditta, la figlia del re dei Franchi occidentali, Carlo il Calvo.
Garsinda compare, con il marito, Goffredo Borrell in due nel documenti di compravendita, uno, del 905, il documento MMXXXVII della Coleccion diplomatica del Contado de Besalù, Tomo XV-IV,, ed un altro, del 908.
Garsinda rimase vedova nel 911, il marito era stato assassinato col veleno, senza lasciare eredi maschi.
Secondo la Marca Hispanica sive Limes Hispanicus, Garsinda, il 1º dicembre 911, fu tra gli esecutori del testamento del marito, Goffredo Borrell.
Il 9 settembre del 916, Garsinda fece una donazione al monastero di Sant Joan de les Abadesses, assieme al cognato il conte, Sunyer, in memoria del marito e, nel 926, viene citata in una compravendita.
Non si conosce l'anno esatto della morte di Garsinda, ma il testamento della figlia Richilda, del 13 maggio 962, cita la madre, Garsinda, ancora in vita.

### Figli
Garsinda diede a Goffredo Borrell una figlia:
- Richilda (?- prima del 13 maggio 962, data del suo testamento[2]), che aveva sposato, nel 924 circa, il visconte di Narbona, Oddone (?-936), figlio del visconte Francone. Richilde viene citata come viscontessa in tre documenti dell'Histoire Générale de Languedoc (50[12], 52[13] e 58[14].), ed uno della Marca Hispanica sive Limes Hispanicus (LXXII[15]).

## Ascendenza
|                      |   |           | Genitori |  |  | Nonni |  |  | Bisnonni             |  |  | Trisnonni              |  |
|                      |   |           |          |  |  |       |  |  | Foucault di Rouergue |  |  | Giselberto di Rouergue |  |
|                      |   |           |          |  |  |       |  |  | Foucault di Rouergue |  |  | Giselberto di Rouergue |  |
|                      |   | …         |          |  |  |       |  |  | Foucault di Rouergue |  |  |                        |  |
| Raimondo I di Tolosa |   |           |          |  |  |       |  |  | Foucault di Rouergue |  |  |                        |  |
|                      |   | Senegonda | …        |  |  |       |  |  |                      |  |  |                        |  |
|                      |   | Senegonda | …        |  |  |       |  |  |                      |  |  |                        |  |
|                      |   | Senegonda | …        |  |  |       |  |  |                      |  |  |                        |  |
| Oddone I di Tolosa   |   | Senegonda |          |  |  |       |  |  |                      |  |  |                        |  |
|                      |   | Remigio   | …        |  |  |       |  |  |                      |  |  |                        |  |
|                      |   | Remigio   | …        |  |  |       |  |  |                      |  |  |                        |  |
|                      |   | Remigio   | …        |  |  |       |  |  |                      |  |  |                        |  |
| Berta                |   | Remigio   |          |  |  |       |  |  |                      |  |  |                        |  |
|                      |   | Arsenda   | …        |  |  |       |  |  |                      |  |  |                        |  |
|                      |   | Arsenda   | …        |  |  |       |  |  |                      |  |  |                        |  |
|                      |   | Arsenda   | …        |  |  |       |  |  |                      |  |  |                        |  |
| Garsinda di Tolosa   |   | Arsenda   |          |  |  |       |  |  |                      |  |  |                        |  |
|                      | … | …         |          |  |  |       |  |  |                      |  |  |                        |  |
|                      | … | …         |          |  |  |       |  |  |                      |  |  |                        |  |
|                      | … | …         |          |  |  |       |  |  |                      |  |  |                        |  |
| Ermengardo d'Albi    | … |           |          |  |  |       |  |  |                      |  |  |                        |  |
|                      |   | …         | …        |  |  |       |  |  |                      |  |  |                        |  |
|                      |   | …         | …        |  |  |       |  |  |                      |  |  |                        |  |
|                      |   | …         | …        |  |  |       |  |  |                      |  |  |                        |  |
| Garsenda d'Albi      |   | …         |          |  |  |       |  |  |                      |  |  |                        |  |
|                      |   | …         | …        |  |  |       |  |  |                      |  |  |                        |  |
|                      |   | …         | …        |  |  |       |  |  |                      |  |  |                        |  |
|                      |   | …         | …        |  |  |       |  |  |                      |  |  |                        |  |
| …                    |   | …         |          |  |  |       |  |  |                      |  |  |                        |  |
|                      |   | …         | …        |  |  |       |  |  |                      |  |  |                        |  |
|                      |   | …         | …        |  |  |       |  |  |                      |  |  |                        |  |
|                      |   | …         | …        |  |  |       |  |  |                      |  |  |                        |  |
|                      |   | …         |          |  |  |       |  |  |                      |  |  |                        |  |

### Fonti primarie
- (LA)  Rerum Gallicarum et Francicarum Scriptores, Tomus IX.
- (LA)  Histoire générale de Languedoc, tomus II.
- (LA)  Histoire Générale de Languedoc, Preuves, Tome V.

### Letteratura storiografica
- Rafael Altamira, Il califfato occidentale,  in «Storia del mondo medievale», vol. II, 1999, pp. 477–515.
- René Poupardin, I regni carolingi (840-918), in «Storia del mondo medievale», vol. II, 1999, pp. 583–635.
- (FR)  Histoire générale de Languedoc, tomus II.
- (LA)  Colección diplomática del Condado de Besalú, tomus XV.
- (LA)  Marca Hispanica sive Limes Hispanicus, 1688.
- (EN) The Development of Southern French and Catalan Society, 718-1050, su libro.uca.edu.
- (CA)  Crónica de San Juan de la Peña.